# Lac-Beauport
Ne doit pas être confondu avec Beauport.
Pour l’article ayant un titre homophone, voir Lac Beauport.
Lac-Beauport est une municipalité du Québec au Canada. Située dans la municipalité régionale de comté de La Jacques-Cartier et dans la région administrative de la Capitale-Nationale, elle fait partie de la communauté métropolitaine de Québec.

## Toponymie
La municipalité porte le nom du lac Beauport situé dans le sud de son territoire.

## Histoire

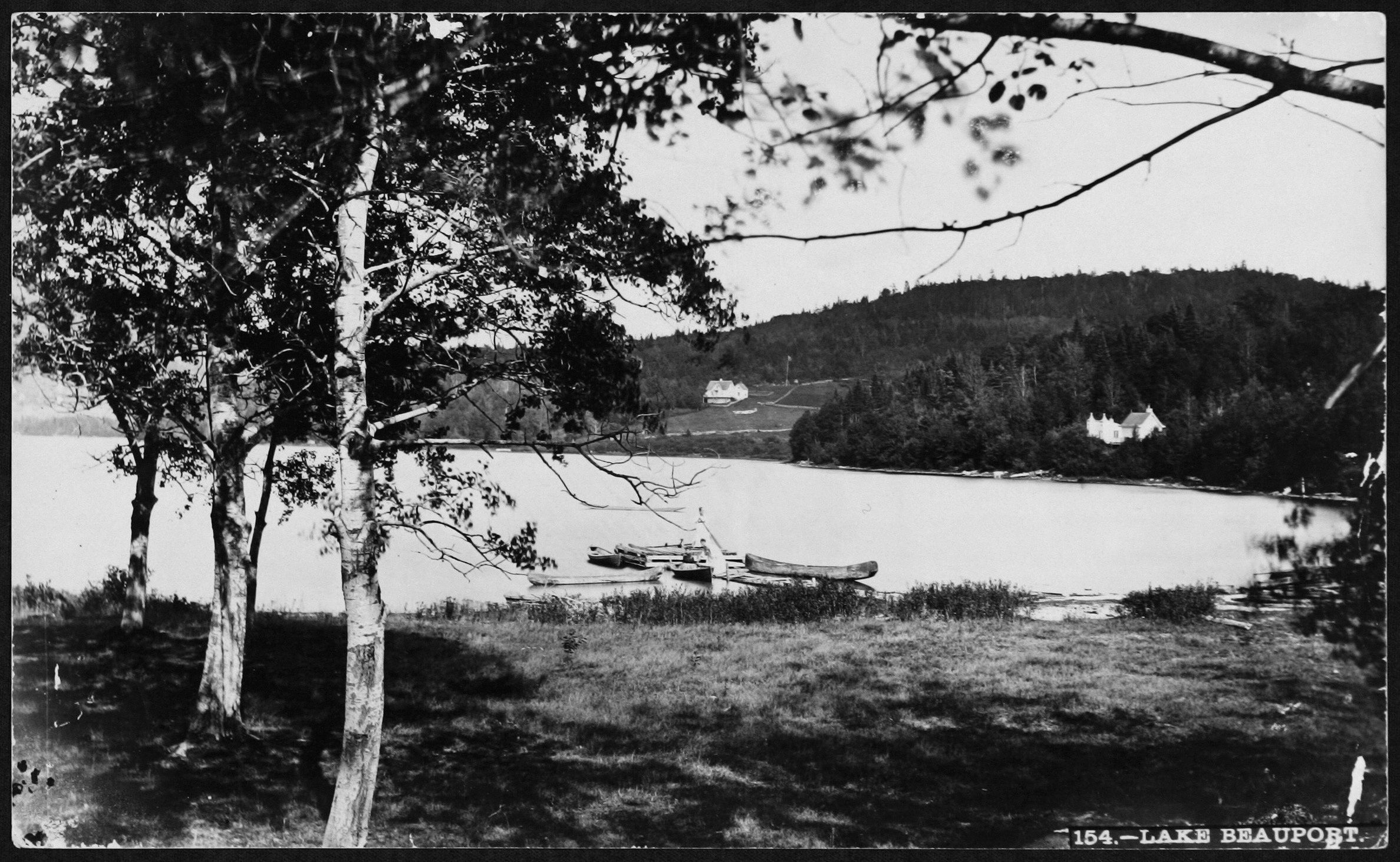
Saint-Dunstan-du-Lac-Beauport vers 1900.

Le premier peuplement sur le site de Lac-Beauport vit le jour vers 1820 et portait le nom de Waterloo Settlement. En effet, un nombre important de colons (settlers) britanniques s'y établirent, parmi lesquels plusieurs fantassins démobilisés de l'armée qui avaient participé à la bataille de Waterloo en Belgique qui vit la victoire en 1815 des Britanniques et des Prussiens sur Napoléon et la France. Cependant, aucune documentation ne prouve cette assertion. Le nom pourrait simplement avoir été choisi afin de célébrer cette victoire, puisque la majorité des colons étaient des Irlandais catholiques.
En 1845, une première municipalité, nommée Saint-Dunstan, fut créée en l'honneur de Saint Dunstan, saint prisé par les colons britanniques du territoire, mais elle fut aussitôt démantelée en 1847. En 1853, la paroisse est érigée canoniquement sous le nom de Saint-Dunstan-du-Lac-Beauport, rappelant le nom du lac et que le territoire avait fait partie en 1634 de la seigneurie de Beauport concédée à Robert Giffard. Une municipalité de paroisse fut créée sous le même nom sur le même territoire en 1855.
Au début du XXe siècle, une quarantaine de familles vivent d'une agriculture de subsistance sur le territoire. Cependant, dans les années 1930, l'intérêt grandissant pour le ski alpin et l'aménagement de pistes puis d'un premier télésiège en 1938 au Mont Saint-Castin, permet de forger la réputation de Lac-Beauport comme destination de loisirs pour la population de Québec. Le village agricole développe alors de préférence ses infrastructures touristiques et la population s'accrut rapidement, en particulier à partir des années 1970.

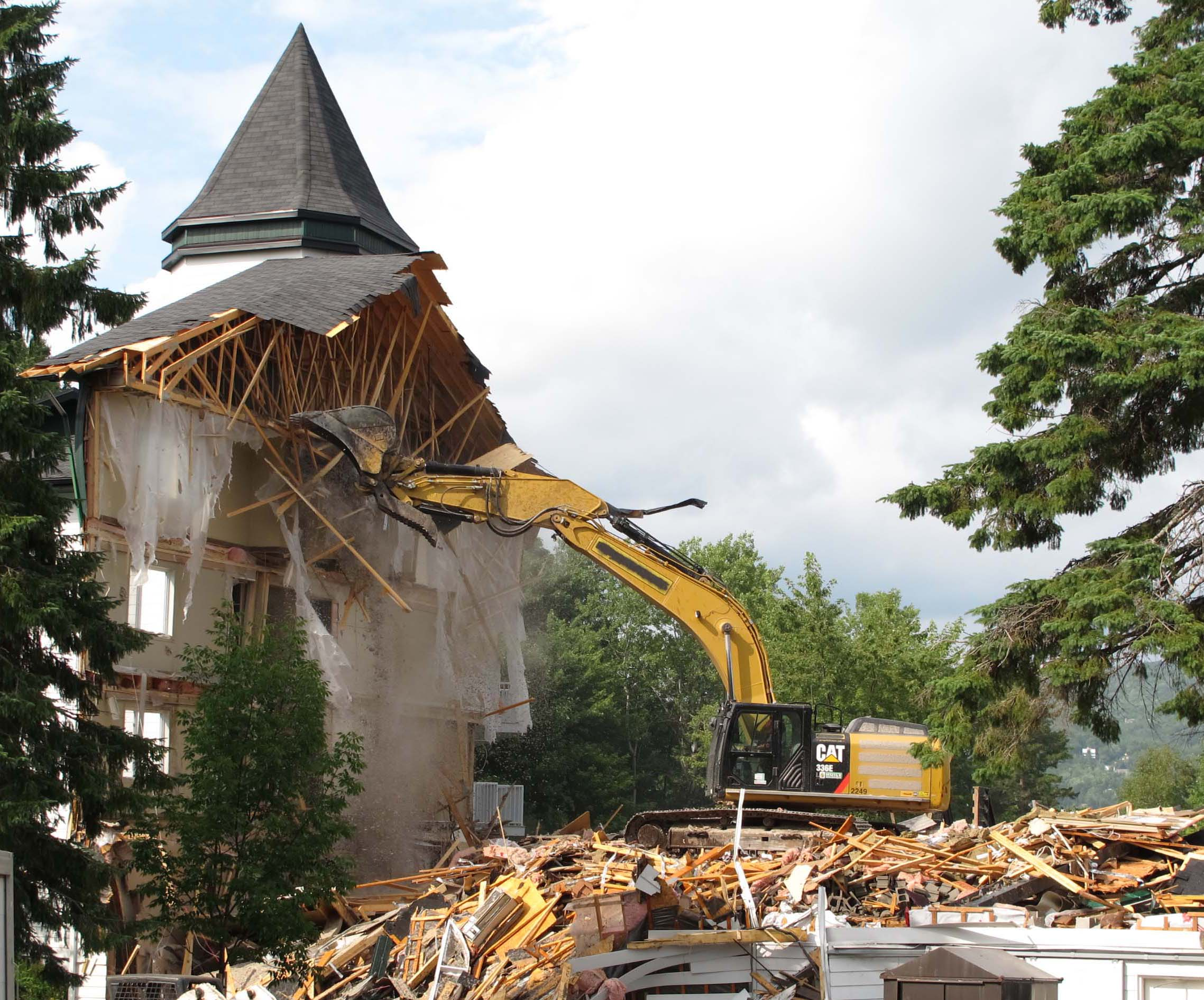
Démolition du Manoir Saint-Castin construit en 1938 (2014).

Le nom complet de la municipalité était réduit la plupart du temps au nom du lac par ses habitants et ses visiteurs. L'usage populaire fit son œuvre et, en 1989, la municipalité fut renommée simplement Lac-Beauport.
En 1991, la municipalité se lie par un pacte d'amitié avec les communes françaises de Sévrier et du Grand-Bornand, situées dans le département de la Haute-Savoie.

## Géographie
Lac-Beauport possède une superficie totale de 64,18 km2 (dont 62,23 km2 est terrestre). 

### Géologie et relief
Lac-Beauport est situé à la limite sud du massif du Lac Jacques-Cartier dans la chaîne des Laurentides. Son territoire vallonné inclut plusieurs collines dont la montagne des Ormes, le mont Tourbillon, le mont Cervin et le mont Écho. Sur la plan géologique, son sous-sol est âgé du mésoprotérozoïque. Il est composé principalement de gneiss granodioritique et tonalitique et de mangérite quartzifère à gros cristaux de feldspath ainsi que d'amphibolite.

### Hydrographie

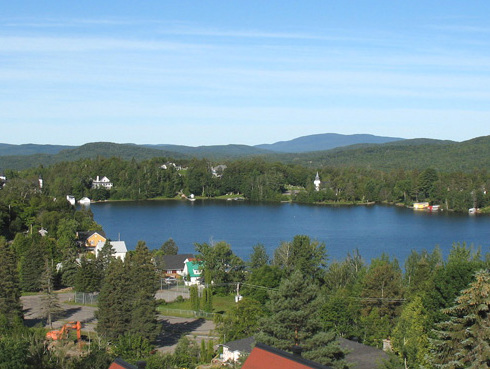
Le lac Beauport

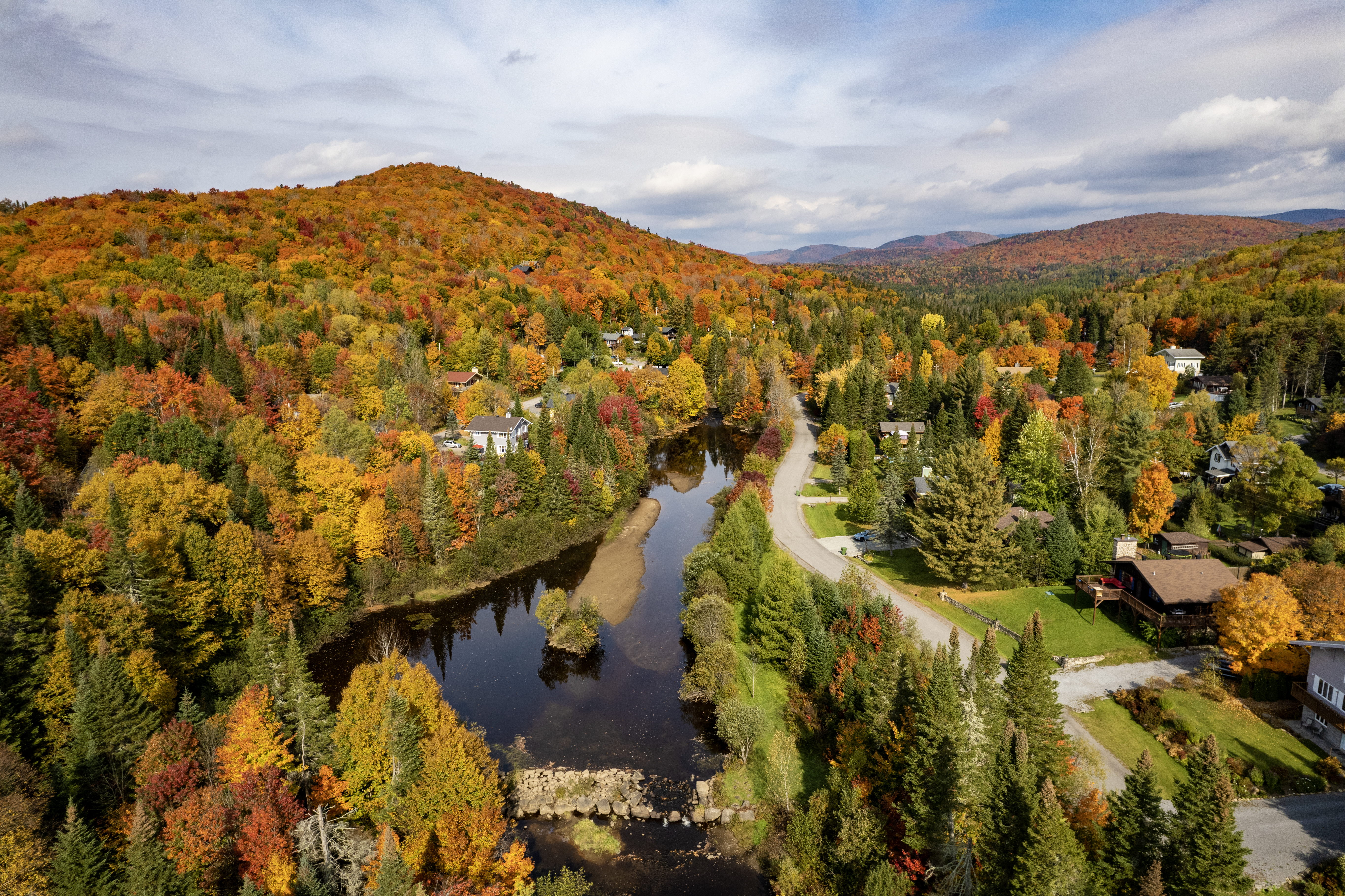
La rivière Jaune

La municipalité est située majoritairement dans le bassin versant de la rivière Saint-Charles.
La rivière Jaune est le principal cours d'eau. La rivière Waterloo, la rivière de l'Arrière-Pays et le ruisseau Lamothe sont des cours d'eau secondaires.
D'une superficie de 0,87 km2, le lac Beauport est le plus grand plan d'eau de la municipalité. On y retrouve aussi une dizaine de lacs de petite superficie : Tourbillon, Neigette, McKenzie, Morin, Bleu, Bonnet, Écho, Bastien, Paisible, du Capitaine, de la Vermine, Villeneuve et Cité-Joie.

### Municipalités limitrophes
Elle est limitée au sud par la ville de Québec (arrondissements de Charlesbourg et de Beauport), au nord et à l'ouest par les cantons-unis de Stoneham-et-Tewkesbury et à l'est par la municipalité de Sainte-Brigitte-de-Laval.

## Démographie
| 1966 | 1971  | 1981  | 1986  | 1996  |
| ---- | ----- | ----- | ----- | ----- |
| 860  | 1 280 | 3 285 | 3 713 | 5 008 |

| 2001  | 2006  | 2011  | 2016  | 2021  |
| ----- | ----- | ----- | ----- | ----- |
| 5 519 | 6 081 | 7 327 | 7 801 | 8 164 |

## Administration
Les élections municipales se font en bloc pour le maire et les six conseillers. Les séances de la cour municipale se tiennent au centre communautaire.
| Lac-Beauport Maires depuis 2003                                                                                      |                     |         |          |
| Élection | Maire               | Qualité | Résultat |
| 2003 | Michel Giroux       |         | Voir     |
| 2005 | Michel Giroux       | Voir    |          |
| 2009 | Michel Beaulieu     |         | Voir     |
| 2013 | Louise Brunet       |         | Voir     |
| 2017 | Michel Beaulieu (2) |         | Voir     |
| 2021 | Charles Brochu      |         | Voir     |
| Élection partielle en italique Depuis 2005, les élections sont simultanées dans toutes les municipalités québécoises |                     |         |          |

## Patrimoine
- Chapelle catholique, construite en 1966, désacralisée en 2021.

## Infrastructures et attraits

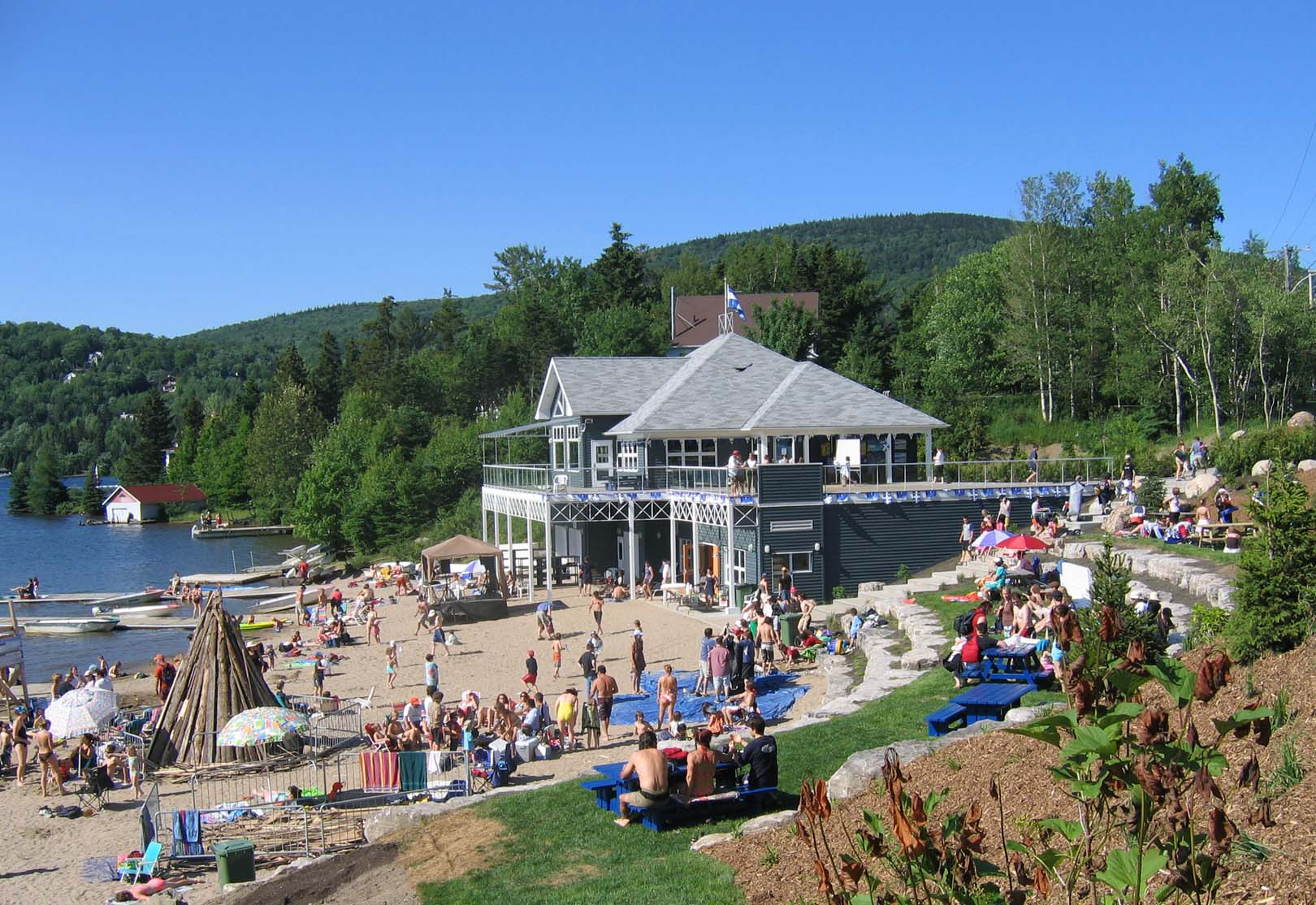
Club nautique et plage publique de Lac-Beauport.

Lac-Beauport est un site de villégiature et d'activités de plein air et cette petite municipalité possède, en regard de sa taille, d'importantes infrastructures récréotouristiques.
Le centre de ski Le Relais (Québec) compte 27 pistes de ski alpin. Il accueille le site estival du Centre national d'entraînement de ski acrobatique Yves LaRoche. On y retrouve aussi un club de vélo de montagne et un club d'entraînement hivernal en ski acrobatique. Le centre de ski du Mont Saint-Castin, lui, a fermé ses portes en 1997.
Le centre de sports Sentiers du Moulin, offre un réseau de 50 km en ski de fond, 30 km en vélo tout-terrain, 20 km en raquette et un secteur de ski hors-piste en sous-bois. 

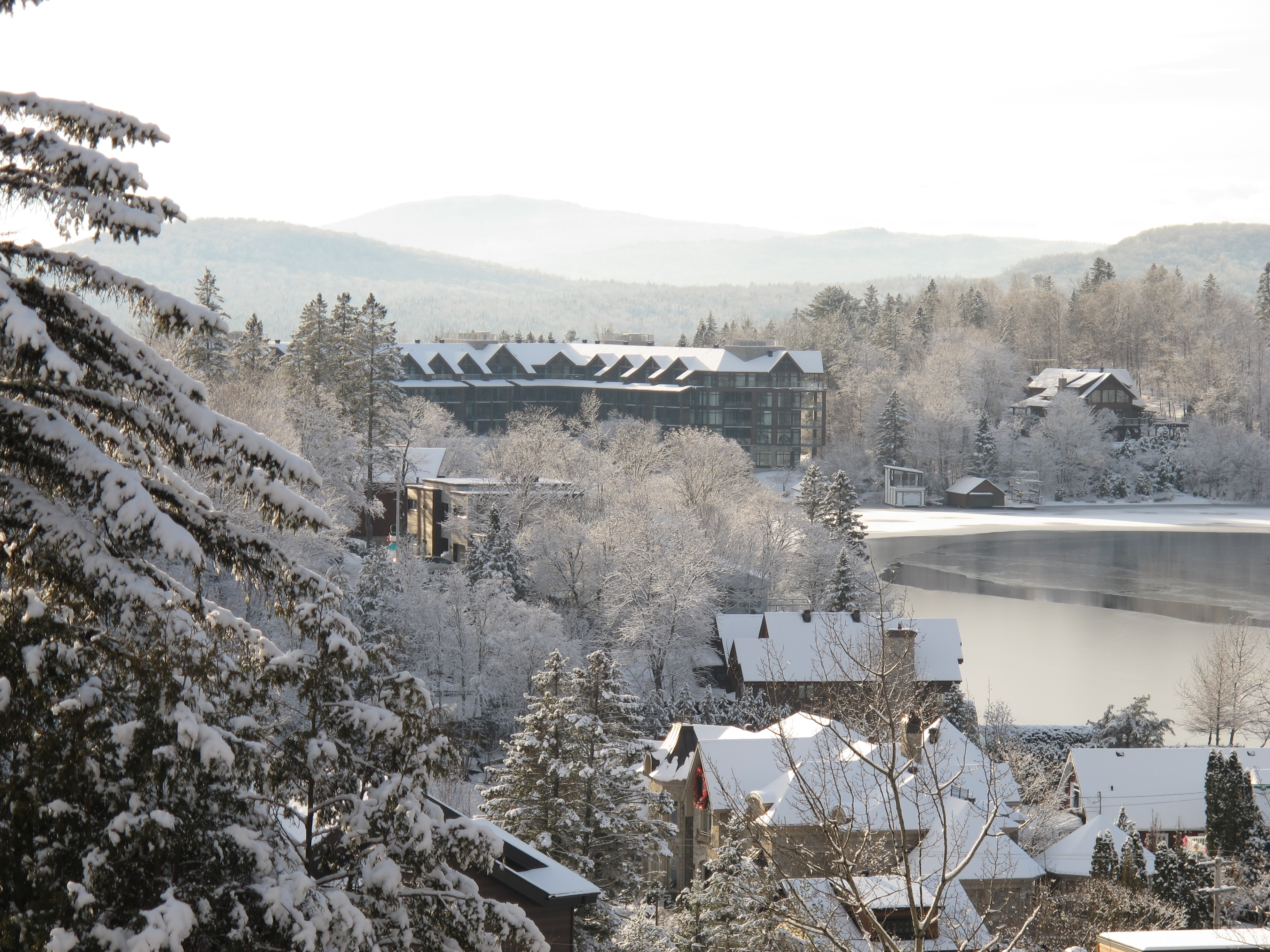
Le lac Beauport en hiver

La municipalité compte deux centres de plein air, soit la base de plein air le Saisonnier et le Centre de vacances Cité-Joie, spécialisé dans l’accueil des personnes handicapées.
Fondé en 1962, le Mont-Tourbillon offre un parcours de golf de 18 trous en flanc de montagne.

### Festivals et évènements

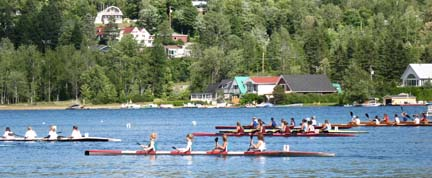
Compétition de canoë-kayak sur le lac Beauport.

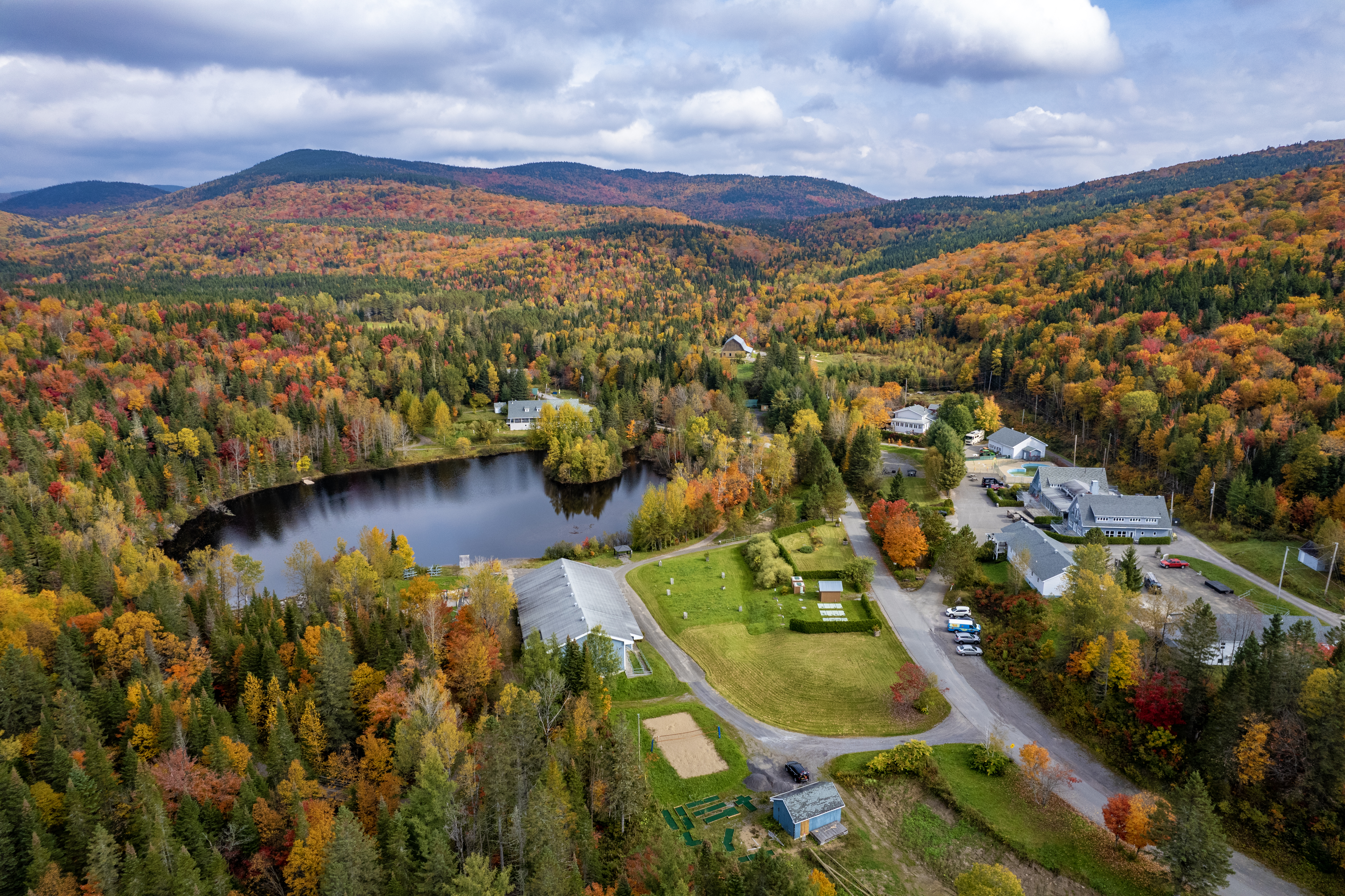
Centre de vacances Cité-Joie

Lac-Beauport a accueilli plusieurs évènements sportifs importants : les Mondiaux juniors de ski alpin en 2000, les Championnats canadiens de canoë-kayak de vitesse en 2001, le Championnat canadien junior de ski acrobatique en 2003, 2005, 2012 et en 2017 ainsi que certaines épreuves des Jeux mondiaux des policiers et pompiers présentés à Québec en 2005.

#### Évènements annuels
- Tournoi de hockey d'antan « 4 contre 4 », en février, sur le lac Beauport.
- Triathlon (natation, vélo et course à pied), en juin.
- 24 heures du Lac, défi d'endurance en équipes (marche, vélo de montagne, vélo de route, course à pied, course en sentier), afin d’amasser des fonds pour des causes caritatives. L'édition 2025 se tiendra les 23 et 24 août 2025.
- Le Défi du Tour du lac Beauport[10], course à pied de différents niveaux.

## Personnalités du sport
Malgré sa faible population, Lac-Beauport a vu plusieurs de ses citoyens se distinguer, particulièrement dans le domaine sportif :
- Caroline Brunet, triple médaillée olympique en canoë-kayak (K-1) et neuf fois championne du monde ;
- Alexandra Barré, double médaillée olympique en kayak à Los Angeles en 1984 ;
- Philippe LaRoche, double médaillé olympique en ski acrobatique et double champion du monde (1991 et 1993) ;
- Yves LaRoche, vainqueur de la coupe du monde en saut acrobatique en 1984 et 1986 ;
- Alain LaRoche, champion du monde de combiné en ski acrobatique en 1986, vainqueur de la Coupe du monde de ski acrobatique en 1984 et 1985 ;
- Dominic LaRoche, skieur acrobatique, 3e au classement de la coupe du monde en saut en  1981 ;
- Maxime Boilard (canoë-kayak), 4e en C-1 500 m aux jeux olympiques de Sydney en 2000 ;
- Denis Barré (canoë-kayak), 8e en K-21 000 m aux jeux olympiques de Montréal en 1976 ;
- Jean Barré (canoë-kayak), a participé aux jeux olympiques de Mexico en 1968 et de Munich en 1972 ;
- Lucie Laroche, skieuse alpine, 11e aux jeux olympiques de 1992 ;
- Mélanie Turgeon, championne du monde en ski alpin ;
- Manon Rhéaume, première femme à jouer dans un match de hockey de la LNH ;
- Patrick Roy, gardien de but dans la LNH ayant notamment joué pour les Canadiens de Montréal et l'Avalanche du Colorado ;
- Kim Lamarre, skieuse acrobatique, médaillée de bronze dans l'épreuve de slopestyle, aux jeux olympiques de Sotchi en 2014.